# X (Def Leppard)
| Recensione    | Giudizio |
| ------------- | -------- |
| AllMusic      |          |
| Rolling Stone |          |

X è l'ottavo album in studio del gruppo musicale britannico Def Leppard, pubblicato il 30 luglio 2002 dalla Island Records. In maniera vagamente simile a Slang del 1996, il disco di distacca dal sound abituale del gruppo, abbracciando sonorità più orecchiabili e tendenti al pop rock. Raggiunse la posizione numero 11 della Billboard 200 negli Stati Uniti e la numero 14 della Official Albums Chart.
La maggior parte dell'album è stata incisa da Pete Woodroffe con i Def Leppard, mentre il resto è stato prodotto da Marti Frederiksen, Per Aldeheim e Andreas Carlsson. Fu il primo album dei Def Leppard a non riuscire a raggiungere alcuna certificazione, tuttavia contiene Now che è stato l'ultimo singolo del gruppo capace di raggiungere posizioni rilevanti in classifica.
Il titolo dell'album presenta il numero romano "X", ad indicare il decimo album pubblicato dalla band, nonostante questo sia nei fatti il loro ottavo disco di materiale totalmente inedito (gli altri due erano le raccolte Retro Active e Vault).

## Tracce
1. Now – 3:58 (Marti Frederiksen, Phil Collen, Joe Elliott, Vivian Campbell, Rick Savage, Rick Allen)
2. Unbelievable – 3:58 (Per Aldeheim, Andreas Carlsson, Max Martin)
3. You're So Beautiful – 3:31 (Frederiksen, Collen, Elliott, Campbell, Savage, Allen)
4. Everyday – 3:08 (Frederiksen, Collen, Elliott, Campbell, Savage, Allen)
5. Long, Long Way to Go – 4:38 (Wayne Hector, Steve Robson)
6. Four Letter Word – 3:07 (Collen, Elliott, Campbell, Savage, Allen)
7. Torn to Shreds – 2:56 (Collen, Savage, Elliott, Campbell, Allen)
8. Love Don't Lie – 4:46 (Elliott, Collen, Campbell, Savage, Allen)
9. Gravity – 2:33 (Collen, Elliott, Pete Woodroffe, Campbell, Savage, Allen)
10. Cry – 3:17 (Collen, Elliott, Campbell, Savage, Allen)
11. Girl Like You – 2:49 (Campbell, Collen, Elliott, Savage, Allen)
12. Let Me Be the One – 3:29 (Elliott, Campbell, Collen, Savage, Allen)
13. Scar – 4:59 (Collen, Elliott, Campbell, Savage, Woodroffe, Allen)

### Tracce bonus
1. Kiss the Day – 4:27 (Savage, Collen, Elliott, Campbell, Allen)
2. Long, Long Way to Go (acustica) – 4:43 (Hector, Robson)
3. 10 X Bigger Than Love – 3:57 (Elliott, Collen, Campbell, Savage, Allen)
4. Gimme a Job – 3:17 (Elliott, Collen, Campbell, Savage, Allen)
5. Perfect Girl (demo di Gravity) – 2:41 (Collen, Elliott, Woodroffe, Campbell, Savage, Allen)

## Formazione
Gruppo
- Joe Elliott – voce
- Phil Collen – chitarra e cori
- Vivian Campbell – chitarra e cori
- Rick Savage – basso e cori
- Rick Allen – batteria

Altri musicisti
- Stan Schiller – chitarra aggiuntiva in Gravity
- Eric Carter – tastiere e loop di batteria in Now, You're So Beautiful e Everyday